# Самопоуздање
Самопоуздање укључује позитивно вредновање себе и веровање у сопствене способности, утиче на сва релевантна понашања (суздржаност, поверење у људе, асертивност и сл). Често се вербализује до одређене мере (особа исказује да је добра у нечему) или као веровање у општу доброту и способност. На самопоуздање значајно утиче подстицање околине и утицај других. Код великог броја клијената социјалног рада изградња самопоуздања је заједнички задатак социјалног радника и клијента, посебно у високотрауматизованим случајевима.

## Опште информације
Самопоуздање се дефинише као осећај поверења у своје способности, квалитете и расуђивање. Истраживања сугеришу да је то важно за људско здравље и психичко благостање.
Самопоуздање се може односити на општи осећај вере и поверења у сопствену способност да се контролише сопствени живот, и  може бити специфичније у одређеној  ситуацију. На пример, нека особа може имате високо самопоуздање у области стручности, али се осећате мање самоуверено у другим областима.
Здрав ниво самопоуздања може помоћи да нека особа постане успешнија у свом личном и професионалном животу. (на пример, истраживања су показала да људи који имају више самопоуздања имају тенденцију да буду академски успешнији).
Самопоуздање може да игра важну улогу у  мотивацији неке особе како би доследно следила своје циљеве и утицала на то како се представља другим људима. 

### Карактеристике самоуверених наспрам несигурних људи
| Самоуверени људи | Несигурни људи |
| --- | --- |
| - Славе успех других људи - Увек су отвореног ума - Мисле позитивно - Спремни су да ризикују - У стању су да се смеју сами себи - Одлучни су - Увек уче и развијају се - Признају грешке - Прихватају одговорност | - Осуђују и љубоморни су на друге - Конзервативни - Песимистички - Страхују од промене - Сакривају недостатке - Неодлучни су - Понашају се као свезналице - Увек се правдају - Криве друге |

## Предности самопоуздања
Самопоуздање може донети многе предности међу укућанима, на послу и у личним везама. Ево неколико позитивних ефеката самопоуздања:
Бољи учинак
Уместо да губи време и енергију на размишљање да није довољно добра особа, требало би посветити сопствену енергију својим напорима (јер ће таква особа боље радити када се осећа самопоуздано).
Здрави односи
Самопоуздање не утиче само на то како се особа осећа у себи, већ јој помаже да боље разуме и воли друге. Такође јој даје снагу да оде ако не добије оно што заслужује.
Отвореност за испробавање нових ствари
Када верује у себе, особа је спремнији  да испроба нове ствари. Било да се пријави за унапређење или се упише за курс кувања. Некој особи је много лакше да се изложи овим утицајима када има поверења у себе и своје способности.
Отпорност
Веровање у себе може побољшати личну отпорност или способност за опоравак од било каквих изазова или недаћа са којима се особа суочава у животу.

## Како стећи самопоуздање
Појединац може стећи самопоуздање ако:
- Постати свестан извора рушења самопоуздања
- Донесе одлуку да се промени
- Започне да воли и цени себе
- Наградити себе за сваки, па и најмањи успех
- Замени ограничавајућа уверења новим и позитивним
- Кад год је то могуће окружи се позитивним људима и не дозволи им да га безразложно критикују

## Историја
Концепт самопоуздање потиче из 18. века, први пут изражен у делима шкотског просветитеља Дејвида Хјума. Хјум сматра да је важно ценити себе и добро мислити о себи јер то служи мотивационој функцији која омогућава људима да истраже свој пуни потенцијал.
Идентификација самопоуздања као посебног психолошког конструкта има своје порекло у раду филозофа и психолога Вилијама Џејмса. Џејмс је идентификовао више димензија сопства, са два нивоа хијерархије: процеси сазнања (који се називају „Ја-ја”) и резултирајуће знање о себи („Ја-ја”). Запажање о сопству и складиштење тих запажања од стране Ја-ја ствара три врсте знања, које заједно објашњавају Ја-ја, према Џејмсу. То су:
- материјално ја,

- друштвено ја

- духовно ја.

Друштвено ја најближе је самопоуздању, обухватајући све карактеристике које други препознају. Материјално сопство се састоји од представа тела и имовине, а духовно ја од дескриптивних представа и процењивачких диспозиција у вези са сопством. Овај поглед на самопоуздање као скуп ставова појединца према себи остаје и данас.
Средином 1960-их, социјални психолог Морис Розенберг је дефинисао самопоуздање као осећај самопоштовања и развио Розенбергову скалу самопоштовања, која је постала најчешће коришћена скала за мерење самопоштовања у друштвеним наукама.
Почетком 20. века, бихевиористички покрет је избегавао интроспективно проучавање менталних процеса, емоција и осећања, заменивши интроспекцију објективним проучавањем кроз експерименте понашања посматраних у вези са окружењем. Бихевиоризам је посматрао људско биће као животињу која је подложна појачањима, и предложио је да се психологија учини експерименталном науком, сличном хемији или биологији. Сходно томе, клиничка испитивања самопоуздања су занемарена, пошто су бихевиористи сматрали да је идеја мање подложна ригорозном мерењу.
Средином 20. века, успон феноменологије и хуманистичке психологије довео је до поновног интересовања за самопоуздање као третман за психолошке поремећаје као што су депресија, анксиозност и поремећаји личности. Психолози су почели да сматрају однос између психотерапије и личног задовољства људи са високим самопоуздањем корисним за ову област. Ово је довело до увођења нових елемената у концепт самопоуздања, укључујући разлоге због којих се људи осећају мање вредним и зашто људи постају обесхрабрени или неспособни да сами одговоре на изазове.
Политиколог Френсис Фукујама је 1992. повезао самопоуздање са оним што је Платон назвао тимосом — „духовним“ делом Платонове душе.
Од 1997. године, основни приступ самоевалуације укључивао је самопоуздање као једну од четири димензије које обухватају нечију фундаменталну процену себе – заједно са локусом контроле, неуротицизмом и самоефикасношћу.  Концепт основне самоевалуације од тада се показао као способност предвиђања задовољства послом и учинка на послу. самопоуздање може бити од суштинског значаја за самовредновање.